# Dwór obronny w Skokówce

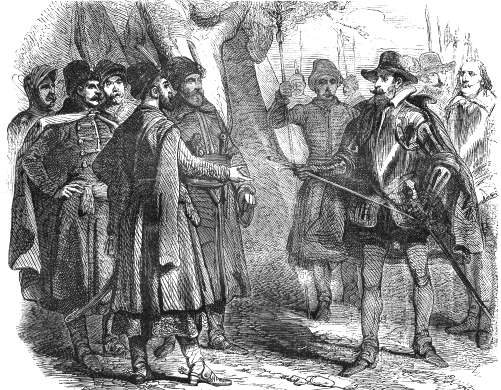
Hetman wielki koronny Jan Zamoyski biorący do niewoli arcyksięcia Maksymiliana III Habsburga po bitwie pod Byczyną w 1588 roku

Dwór obronny w Skokówce – dwór obronny, który znajdował się w Skokówce koło Zamościa w województwie lubelskim. W 1542 roku urodził się w nim kanclerz wielki koronny i hetman wielki koronny Jan Zamoyski, założyciel Zamościa.

## Historia
Budowla nazywana w źródłach m.in. „fortalicją Skokowki” (łac. fortalitium Skokowki), niekiedy także „zameczkiem”, powstała po 1514 lub 1517 roku z inicjatywy Feliksa Zamoyskiego – dziadka Jana Zamoyskiego. Popadła w ruinę w drugiej połowie XVI wieku, o czym świadczą dokumenty źródłowe z tego okresu, np. mandat króla Stefana Batorego z 11 lutego 1580 roku lub Uczynienie Ordynacji Zamojskiej z 1589 roku.

## Lokalizacja
W 2008 roku zespół archeologów z Muzeum Zamojskiego w Zamościu odkrył kamienne fundamenty, które mogły być pozostałością dworu. Wcześniej dokładna lokalizacja budowli była nieznana i stanowiła przedmiot spekulacji naukowców (m.in. Wiktora Zina). Fundamenty odnaleziono na wzgórzu przy drodze Żdanów-Mokre, w odległości około 4 kilometrów na południowy zachód od Zamościa, na dawnym terenie niezachowanego browaru Ordynacji Zamojskiej, zbudowanego w XVIII wieku. Miejsce to było niegdyś suchą wyspą wśród mokradeł w dolinie potoków Łabuńka i Topornica.